# (31182) 1997 YZ3
(31182) 1997 YZ3 là một tiểu hành tinh nằm ở rìa trong của vành đai chính. Nó được phát hiện qua chương trình tiểu hành tinh Beijing Schmidt CCD ở trạm Xinglong ở tỉnh Hồ Bắc, Trung Quốc ngày 22 tháng 12 năm 1997.